# Soukhinitchi
Soukhinitchi (en russe : Сухиничи) est une ville de l'oblast de Kalouga, en Russie, et le centre administratif du raïon de Soukhinitchi. Sa population s'élevait à 15 851 habitants en 2013.

## Géographie
Soukhinitchi est arrosée par la rivière Bryn et se trouve à 80 km au sud-ouest de Kalouga et à 236 km au sud-ouest de Moscou.

## Histoire
Soukhinitchi a d'abord été un village (selo) fondé dans la première moitié du XVIIIe siècle. Il s'est développé au début du siècle suivant et a le statut de ville depuis 1840. Après la construction des voies ferrées Moscou – Koursk, Moscou – Briansk et Syzran – Viazemskoï, Soukhinitchi est devenu un carrefour ferroviaire et un centre de commerce important.
Pendant la Seconde Guerre mondiale, la ville fut occupée par l'Allemagne nazie du 7 octobre 1941 au 29 janvier 1942. Chaque année, le 29 janvier, est commémorée la libération de la ville. Le 23 décembre 2006, fut inauguré un monument dédié à Constantin Rokossovski, qui commandait les forces de l'Armée rouge qui libérèrent Soukhinitchi.

## Population
Recensements (*) ou estimations de la population
| 1856  | 1897* | 1926* | 1959*  | 1970*  | 1979*  |
| ----- | ----- | ----- | ------ | ------ | ------ |
| 6 700 | 5 447 | 7 342 | 12 717 | 16 536 | 16 434 |

| 1989*  | 2002*  | 2010*  | 2012   | 2013   | 2014 |
| ------ | ------ | ------ | ------ | ------ | ---- |
| 17 762 | 16 387 | 15 445 | 16 031 | 15 851 | -    |